# NGC 848
NGC 848 é uma galáxia espiral barrada (SBab) localizada na direcção da constelação de Cetus. Possui uma declinação de -10° 19' 14" e uma ascensão recta de 2 horas, 10 minutos e 17,4 segundos.
A galáxia NGC 848 foi descoberta em 1 de Novembro de 1886 por Lewis A. Swift.